# Winter Carols
Winter Carols — студийный альбом группы Blackmore’s Night, куда вошли любимые рождественские песни Ритчи Блэкмора и Кэндис Найт. Альбом вышел в октябре 2006 года в Великобритании и 7 ноября в США.

## Список композиций
1. «Hark the Herald Angels Sing / Come All Ye Faithful» (народная песня) — 3:50
2. «I Saw Three Ships» (народная песня) — 2:40
3. «Winter (Basse Dance)» (Ritchie Blackmore) — 3:07
4. «Ding Dong Merrily on High» (народная песня) — 3:16
5. «Ma-O-Tzur» (народная песня) — 2:19
6. «Good King Wenceslas» (народная песня) — 4:44
7. «Lord of the Dance / Simple Gifts» (Sydney Carter / Joseph Brackett) — 3:34
8. «We Three Kings» (народная песня) — 4:48
9. «Wish You Were Here» (Leskelä Teijo) — 5:02
10. «Emmanuel» (народная песня) — 3:32
11. «Christmas Eve» (Blackmore, Candice Night) — 4:20
12. «We Wish You a Merry Christmas» (народная песня) — 1:21

## Участники записи
- Ritchie Blackmore — электро- и акустическая гитара, ударные, колёсная лира, аранжировки
- Candice Night — вокал, shawm (предок гобоя), вистл
- Pat Regan — продюсирование, аранжировки, клавишные
- Sir Robert of Normandie (Robert Curiano) — бас-гитара
- Sisters of the Moon: Lady Madeline and Lady Nancy (Madeline and Nancy Posner) — вокал
- Bard David of Larchmont (David Baranowski) — клавишные
- Sarah Steiding — скрипка
- Anton Fig — ударные

### Приглашённые музыканты
- Albert Dannemann — волынка, бэк-вокал
- Ian Robertson и Jim Manngard — бэк-вокал